# Zweistufentheorie
Die Zweistufentheorie wurde von Hans Peter Ipsen entwickelt und dient zur Feststellung der Rechtsnatur des Verwaltungshandelns bei solchen Tätigkeiten, die gemischt öffentlich-rechtlich-privatrechtlich erfolgen können. Hierzu gehört z. B. die Nutzung einer öffentlichen Einrichtung oder auch (nicht ganz unumstritten) die Vergabe von Subventionen (sogenannte Leistungsverwaltung).

## Beispiel
1. Stufe
Eine öffentliche Einrichtung „Schwimmbad“ könnte in öffentlich-rechtlicher Rechtsform eines Eigenbetriebs oder in privatrechtlicher Rechtsform einer Gesellschaft mit beschränkter Haftung organisiert sein. Die Frage, ob es genutzt werden darf, ist in jedem Fall öffentlich-rechtlicher Natur.
2. Stufe
Falls das Schwimmbad in Form einer privatrechtlichen GmbH organisiert ist, ist auch das Nutzungsverhältnis privatrechtlich geregelt (da die GmbH als juristische Person des Privatrechts in aller Regel keine Beliehene ist und somit nicht hoheitlich tätig werden kann). Die Frage, wie das Schwimmbad genutzt werden darf, ist dann privatrechtlicher Natur.
Falls das Schwimmbad jedoch als Eigenbetrieb öffentlich-rechtlich organisiert ist, kann das Nutzungsverhältnis sowohl öffentlich-rechtlich als auch privatrechtlich ausgestaltet sein. Die Rechtsnatur des Nutzungsverhältnisses und somit die Beantwortung der Frage, wie es genutzt werden darf, ist dann anhand von Indizien zu ermitteln. Ist beispielsweise die Benutzungsordnung eine Satzung oder das Eintrittsgeld eine Gebühr, ist das Nutzungsverhältnis öffentlich-rechtlich gestaltet. Ist hingegen die Benutzungsordnung eine AGB oder das Eintrittsgeld ein Nutzungsentgelt, liegt ein privatrechtliches Nutzungsverhältnis auf Grundlage des Verwaltungsprivatrechts vor.
Im Zweifelsfall (bei Nichtvorliegen von Indizien) ist von einem öffentlich-rechtlichen Nutzungsverhältnis auszugehen.

## Schema
|                                                                   |                                                                   |                                  |                     | Organisationsform der öffentlichen Einrichtung                   |                                                                  |                                                                  |
| öffentlich-rechtlich (z. B. Regiebetrieb, Eigenbetrieb, AöR, KöR) | öffentlich-rechtlich (z. B. Regiebetrieb, Eigenbetrieb, AöR, KöR) | privatrechtlich (z. B. GmbH, AG) |                     |                                                                  |                                                                  |                                                                  |
| 1. Stufe: „ob“                                                    |                                                                   |                                  |                     | unabhängig von der Organisationsform: immer öffentlich rechtlich | unabhängig von der Organisationsform: immer öffentlich rechtlich | unabhängig von der Organisationsform: immer öffentlich rechtlich |
| 2. Stufe: „wie“                                                   |                                                                   | Indizien                         | Benutzungsordnung:  | Satzung                                                          | AGB                                                              | immer privatrechtlich                                            |
| 2. Stufe: „wie“                                                   | Art der Benutzung:                                                | Indizien                         | Gebühr              | Nutzungsentgelt                                                  |                                                                  | immer privatrechtlich                                            |
| 2. Stufe: „wie“                                                   | Beendigung der Benutzung:                                         | Indizien                         | Widerruf            | Kündigung                                                        |                                                                  | immer privatrechtlich                                            |
| 2. Stufe: „wie“                                                   | Rechtsbehelfsbelehrung                                            | Indizien                         |                     |                                                                  |                                                                  | immer privatrechtlich                                            |
| 2. Stufe: „wie“                                                   | Nutzungsverhältnis:                                               | Nutzungsverhältnis:              | Nutzungsverhältnis: | öffentlich-rechtlich                                             | privatrechtlich                                                  | immer privatrechtlich                                            |

## Bedeutung
Bedeutend ist das Wissen um Organisationsform und Nutzungsverhältnis etwa für die Frage, welcher Klageweg bei Versagung der Nutzung oder bei Leistungsstörungen zu beschreiten ist.
Für die Zulassung zur Benutzung der öffentlichen Einrichtung (1. Stufe) ist immer der Verwaltungsgerichtsweg eröffnet; Klagegegner ist die betreffende Gemeinde.
Bei Streitigkeiten im Benutzungsverhältnis (2. Stufe) ist zu unterscheiden: Ist die Organisationsform öffentlich-rechtlich und auch das Nutzungsverhältnis öffentlich-rechtlich ausgestaltet, so ist ebenfalls der Verwaltungsgerichtsweg eröffnet, Klagegegner ist die Gemeinde. Ist die Organisationsform öffentlich-rechtlich, aber das Nutzungsverhältnis privatrechtlich geregelt, so ist vor dem Zivilgericht zu klagen; Klagegegner ist dann die juristische Person des öffentlichen Rechts (etwa die das Schwimmbad betreibende Anstalt des öffentlichen Rechts). Dies gilt auch für den Fall einer privatrechtlichen Rechtsform.